# مصلح الدين النقشبندي
مصلح الدين بن الشيخ بهاء الدين النقشبندي بن محمد طاهر بن الملا صافي هو نائب برلماني ووزير وقاض عراقي ولد في قرية بامرني في قضاء العمادية شمال العراق سنة 1920م وتخرج من كلية الحقوق سنة 1943م وانتمى إلى سلك القضاء سنة 1944م.
عيّن نائب حاكم فاشتغل في المحاكم المدنية وانتخب نائباً عن لواء الموصل في عام 1953م وجدد انتخابه في عام 1954م وعام 1958م وعاد إلى سلك القضاء فكان حاكم للبداءة في الكرادة، عُيّن وزيراً للدولة عام 1963م فوزيرا للأوقاف 1964-1965 ، ووزيراً للعدل ووكيلاً لوزير الأوقاف 1965 ثُمَّ عُيّن وزيراً للدولة 1965، ووكيل وزير الصناعة 1966 ، وتولى وزارة العدل 1966-1968.